# 艾拉特·伊什穆拉托夫
艾拉特·拉斐洛维奇·伊什穆拉托夫 （英語：Airat Rafailovich Ichmouratov；1973年6月28日—） 是一名来自俄罗斯／加拿大的作曲家，指挥家，以及克莱兹梅尔单簧管演奏家。他目前是蒙特利尔“新时代”（法語：Nouvelle Génération） 室内乐团的总音乐指挥与作曲家，克莱兹梅尔组合“克莱斯特里”（Kleztory）里的单簧管演奏家与在加拿大魁北克拉瓦尔大学当客座教授。

## 早年
艾拉特·伊什穆拉托夫生于俄罗斯鞑靼斯坦共和国喀山。他在喀山第三音乐学院 （Kazan Music School N3），喀山音乐大学（Kazan Music College），与喀山音乐学院 （Kazan Conservatory）就读音乐演出系（单簧管）而毕业于1996年。

## 事业
艾拉特·伊什穆拉托夫在1998年永久移居到加拿大蒙特利尔，在蒙特利尔大学研究生毕业。

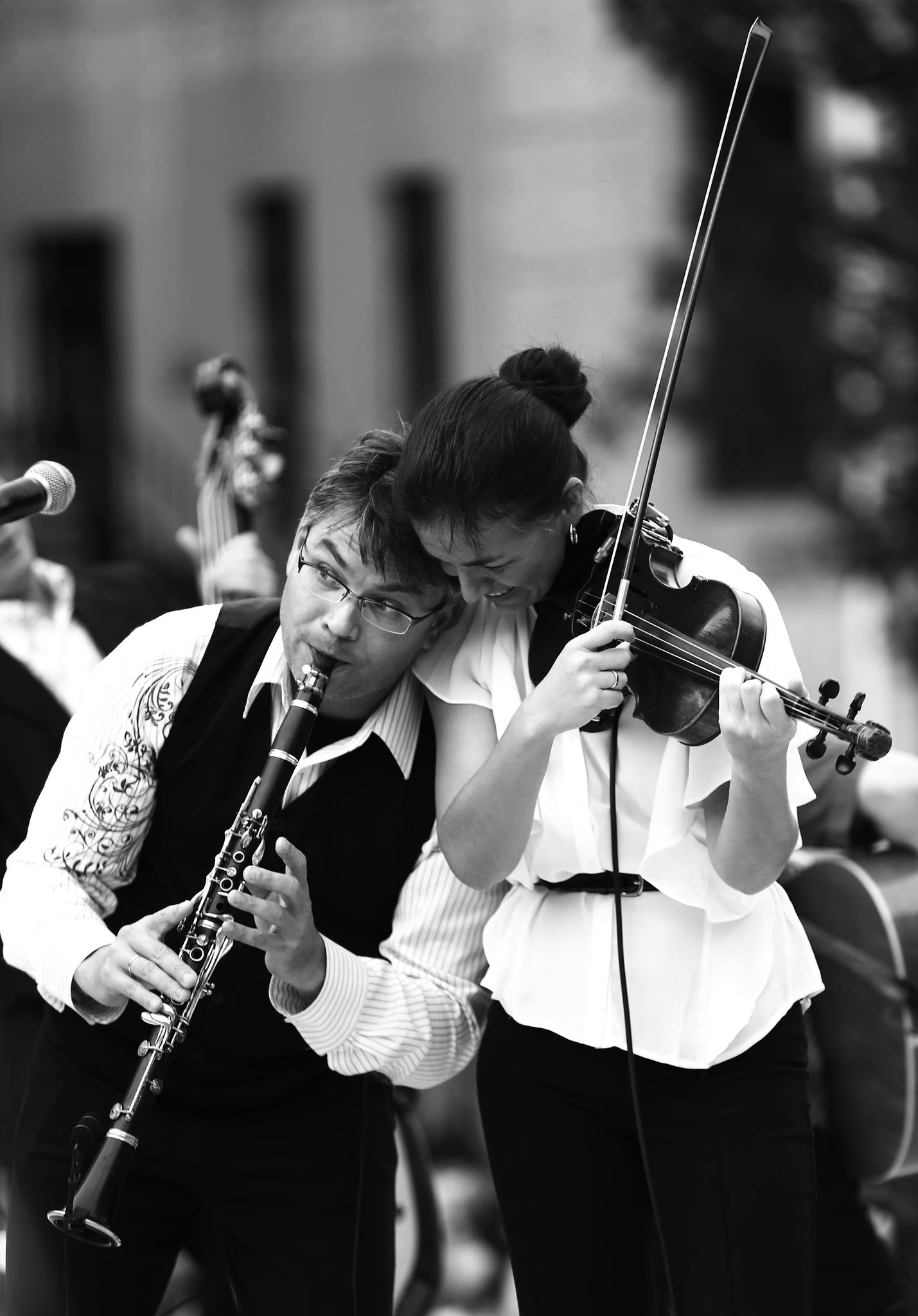
文件：艾拉特·伊什穆拉托夫 （Airat Ichmouratov）在喀山与艾薇拉·密丝巴荷花（Elvira Misbakhova）2013年八月份中国上海“克莱斯特里”（Kleztory）演出中。

### 指挥
艾拉特·伊什穆拉托夫在2005年蒙特利尔大学交响乐团指挥专业博士毕业。毕业后，伊什穆拉托夫在魁北克市的“乐丝威龙度话” （Les Violons du Roy）室内乐团里担任伯纳德·拉巴迪的助理指挥。2009-2011年时，艺某拉拖福被指定担任魁北克交响乐团的驻团指挥。当时，伊什穆拉托夫也同时协助以色列指挥和作曲家－优艾福·淘米（Yoav Talmi）。

### 克莱斯特里
2000 年时，艾拉特·伊什穆拉托夫加入了克莱兹梅尔组合“克莱斯特里” （Kleztory）。在乐团里，他演奏单簧管，以及担任了作曲和编曲的工作。

### 作曲
艾拉特·伊什穆拉托夫的音乐扬名世界各地，而被许多的音乐乐团与演奏家演出。演出者当中包括著名小提琴演奏家麦可辛·凡格罗夫，魁北克交响乐团 （Quebec Symphony Orchestra） ，大都会乐团 （Orchestre Métropolitain），臺北市立交響樂團，波兰广播電台“阿瑪迪斯”室内乐团（“Amadeus” Chamber Orchestra of Polish Radio）等。 

### 參照
1. ↑  .   [2016-08-30]. （原始内容存档于2016-10-19）.
2. ↑  Irwin Block. . Montreal: The Senior Times. 2014-04-13  [2016-08-29]. （原始内容存档于2021-06-30）.
3. ↑  .   [2016-08-30]. （原始内容存档于2017-05-20）.
4. ↑  Julie Fortier. . Montreal: Forum (University of Montreal). 2005-03-28  [2016-08-29]. （原始内容存档于2016-03-04）.
5. ↑  Richard Boisvert. . Quebec: Le Soleil. 2008-12-05  [2016-08-29]. （原始内容存档于2016-02-26）.
6. ↑  Isabelle Houde. . Quebec: Le Soleil. 2010-05-27  [2016-08-29]. （原始内容存档于2016-02-26）.
7. ↑  Christophe Huss. . Montreal , Canada: Le Devoir. 2010-11-26  [2016-08-29]. （原始内容存档于2019-02-20）.
8. ↑  Josianne Desloges. . Quebec, Canada: Le Soleil. 2011-01-25  [2016-08-29]. （原始内容存档于2016-02-26）.
9. ↑  Claude Gingras. . Montreal, Canada: La Presse. 2012-07-31  [2016-08-29]. （原始内容存档于2019-02-20）.
10. ↑  Maureen Buja. . interlude.hk. 2015-04-26  [2016-08-29]. （原始内容存档于2019-07-20）.
11. ↑  .   [2016-08-30]. （原始内容存档于2016-03-05）.